# Douglas Luiz
Douglas Luiz Soares de Paulo (født 9. maj 1998) er en brasiliansk professionel fodboldspiller, som spiller for Serie A-klubben Juventus og Brasiliens landshold.

## Klubkarriere

### Vasco de Gama
Douglas Luiz begyndte sin karriere hos Vasco de Gama, og fik sin professionelle debut med klubben den 27. august 2016.

### Manchester City
Douglas Luiz skiftede i juli 2017 til Manchester City, og blev kort efter sendt på leje til samarbejdsklubben Girona. Efter at han vendte tilbage fra lån, så lykkedes det ikke Douglas Luiz at få en arbejdstilladelse i England, og som resultat så blev han lejet tilbage til Girona for 2018-19 sæsonen.

### Aston Villa
Douglas Luiz skiftede i juli 2019 til Aston Villa på en fast aftale, og denne gang lykkedes det ham, at få arbejdstilladelse. Han etablerede sig med det samme som en fast mand på holdet, og spillede over de næste fem sæsoner mere end 200 kampe for klubben.

### Juventus
Douglas Luiz skiftede i juni 2024 til Juventus.

## Landsholdskarriere

### Ungdomslandhold
Douglas Luiz har repræsenteret Brasilien på flere ungdomsniveauer. Han var del af Brasiliens trup som vandt guld ved sommer-OL 2020.

### Seniorlandhold
Douglas Luiz debuterede for Brasiliens landshold den 19. november 2019.